# Султанов, Казбек Камилович
Казбе́к Ками́лович Султа́нов (26 июля 1946, Махачкала) — советский и российский учёный, главный научный сотрудник Института мировой литературы им А. Горького РАН, доктор филологических наук, профессор, член Союза писателей России. Прошел аспирантуру ИМЛИ АН СССР, защитил там же кандидатскую (1974) и докторскую (1989) диссертации. Заслуженный деятель науки Республики Дагестан. Лауреат Государственной премии Республики Дагестан за монографию «Национальное самосознание и ценностные ориентации литературы» (М.: Наследие, 2001). 
Сфера научных интересов: история  и методология изучения литератур народов России: поиск новой парадигмы; аксиология текста: национальное самосознание и культурные универсалии; рецепция инонационального мира как литературоведческая проблема. 

## Биография
Монография «Национальное самосознание и ценностные ориентации литературы» (М.: Наследие, 2001) вызвала отклики в центральной и местной печати («Вестник МГУ. Филология», «Знамя», «Литературная  газета» и др.). В книге проанализирована неоднозначная соотнесенность национального самосознания и специфики литературного процесса, обоснована органическая взаимосвязь исторического и ценностного принципов анализа. Актуальными представляются размышления автора о таких категориях, как «национальное своеобразие», «национальная картина мира» в современном мире.
Как автор и ответственный научный редактор  К.К. Султанов участвовал во многих коллективных трудах, изданных Институтом мировой литературы РАН, а также в международных научных сборниках  («Систематика  межлитературного процесса», Братислава; «Методологические проблемы литературоведения и  эстетики», София; «Многонациональная литература» в двух томах, Берлин и др.).
На филологическом факультете (кафедра истории новейшей русской литературы и современного литературного процесса) Московского государственного университета имени М.В. Ломоносова К.К. Султанов  несколько лет читал лекционный курс «Литературы народов Российской Федерации».
За последние годы выступал с докладами на международных конференциях в Лондоне, Бостоне, Айова-Сити, Стамбуле, Мюнхене, Гааге, Каире, Будапеште, Братиславе, Улан-Баторе, Пхеньяне и др. В декабре 2004  года выступил в Бостоне (США) с докладом на 36-м Национальном съезде American Association for the Advancement of Slavic Studies. Был также приглашен для чтения лекций в Университет Нью-Мексико (г. Альбукерке). 
На заседаниях Бюро Отделения историко-филологических наук РАН К.К. Султанов неоднократно выступал с докладами: «Литературы народов России и СНГ как научное направление. Проблемы современного изучения», «Феномен исторической памяти и литературно-художественное сознание» и др. 
К.К. Султанов как заведующий отделом ИМЛИ на протяжении 17 лет многое сделал для активизации научных связей с ведущими филологическими учреждениями  России и Ближнего зарубежья. Он был удостоен медали В.Я. Брюсова «за вклад в развитие русско-армянских гуманитарных и культурных связей», Почетной грамоты Президента Республики Саха (Якутия) «За неоценимый вклад в дело объективного изучения, оценки и сохранения художественного и научного наследия основоположника якутской литературы А.Е. Кулаковского», Диплома Национальной Академии наук Республики Азербайджана «За последовательную заботу и внимание к развитию литературоведения и заслуги в области литературы» и др. 

## Основные труды

#### Книги
- Угол преломления. Литература и идентичность: коммуникативный аспект. М.: ИМЛИ РАН, 2019.
- От Дома к Миру. Этнонациональная идентичность в литературе и межкультурный диалог. М.: Наука, 2007.
- Национальное самосознание и ценностные ориентации литературы. М.: Наследие, 2001.
- Динамика  жанра.  Особенное  и  общее в  опыте  современного  романа. М.: Наука, 1989.
- По законам  художественности (предис. члена-корреспондента АН СССР Г.И. Ломидзе). Махачкала: Дагестанское книжное издательство, 1979.
- Достоинство  слова.  Махачкала: Дагестанское  учебно-педагогическое  издательство, 1976.
- Поэзии  неугасимый  свет. Махачкала:  Дагестанское  книжное издательство, 1975.

#### Статьи
- Неизолированная локальность, или Культурная универсалия в действии // Вопросы литературы. 2024. № 1, январь–февраль. С. 13-34.
- Наедине с идентичностью, или Как преодолевается чуждость // Звезда. 2024. № 7. С. 154-168.
- Национальные литературы в полиэтническом  евразийском пространстве: российский опыт «единства-в-различии» // Евразийский ежегодник. М.: РАН, 2023. Вып. 1. С. 416-439.
- «Хватит ли сил описать…». Военные дневники Эффенди Капиева: самопознание как переоценка ценностей //  Звезда. 2023.  № 5. С. 240-253.
- «Новое на пустом месте не построишь»: национальный нарратив как переоткрытие традиции //  Литературы народов Российской Федерации и СНГ: духовные основы и вызовы времени. М.: ИМЛИ РАН, 2023. С. 13–77.
- Последний дагестанский европеец: ностальгический миф в прозе и живописи Халилбека Мусаясула // Полилингвиальность и транскультурные практики. 2022. Том 19. № 2. С. 175–192.
- Между злободневным и трансцендентным. Гайто Газданов: от автобиографизма к метанарративности // Вопросы литературы. 2022. № 2. С. 13–39.
- Переоткрывая эволюцию: национальная литература между тавтологией и обновлением // Studia Litterarum. М.: ИМЛИ РАН, 2021. Том 6, № 4. С. 42–67.
- Традиция в посттрадиционном мире: национальная литература как опыт пролонгации // Studia Litterarum. М.: ИМЛИ РАН, 2020. Том 5. № 3. С. 10–43.
- Трудное вхождение в современность: традиция как проблема и национальный нарратив // Вопросы литературы. 2020. № 5, сентябрь-октябрь. C. 13–53.
- Возвращение трудов выдающихся кавказоведов // Традиционная культура. (Научный альманах). 2020. Том 21. № 3. С. 176-180.
- «Все живое – современно». Андрей Битов и «национальный вопрос» // Звезда. 2020. № 9. С. 219–233.
- «Особенное» не значит «отдельное», или Диалог как проблема» // Русская литература: XX век и современность. М.: МАКС Пресс, 2020. 332 с. С. 160–175.
- «Все принадлежали к роду человеческому...». Перечитывая «кавказский текст» Л. Толстого // История национальных литератур. Истоки. Этапы. Поэтика. М.: ИМЛИ РАН, 2019. С. 5–31.
- Национальная самобытность и художественная ценность: к вопросу о взаимодополняемости этнокультурного дискурса и аксиологического подхода // Studia Litterarum 2018. № 2. Т. 3. 367 с. С. 230–252.
- «Человек вспоминающий» в литературе: историческая память как регулятив идентичности // Событие в истории, памяти и нарративах идентичности. М.: Аквилон, Институт всеобщей истории РАН, 2017. С. 49–96.
- От «единства многообразия» к  «единству-в-различии»?  (из опыта изучения литератур народов России)  //  Вопросы литературы.  2016.  № 1. С.  67-103.
- Этнокультурная парадигма и цивилизационный подход в изучении литератур народов России // Труды Отделения историко-филологических наук РАН, 2015. М.: Наука. 2016.  С. 42-63.
- Реконструкция «национального образа», или Открытие Другого // Филологические науки. 2015. № 2. С. 86-99.
- Историческая память как ресурс национально-культурной самоидентификации // Диалог со временем. Альманах интеллектуальной истории. Выпуск 51. ‒ М.: Аквилон, 2015.
- «Переправится через Терек», или Два берега одной реки жизни. Перечитывая Л. Толстого // Вопросы литературы. 2011. № 3. Май-июнь. С. 9-47.
- Поэтика сопряжения, или Что значит быть кунаком. Толстовское открытие Кавказа как актуальная экспертиза // НГ– Ex libris. 2010. № 5, 11 февраля.
- «Кавказский текст» Л. Толстого в онтологическом измерении // Лев Толстой и мировая литература. Материалы V Международой научной конференции. Тула: Издательский дом «Ясная поляна», 2008. С. 5-26.